# Портрет Романа Ивановича Багратиона
«Портрет Романа Ивановича Багратиона» — картина Джорджа Доу и его мастерской из Военной галереи Зимнего дворца.
Картина представляет собой погрудный портрет генерал-майора князя Романа Ивановича Багратиона из состава Военной галереи Зимнего дворца.
Во время Отечественной войны 1812 года князь Багратион был полковником лейб-гусарского полка и состоял в 3-й Обсервационной армии. Во время Заграничных походов был произведён в генерал-майоры, сражался в Пруссии, завершил кампанию, находясь при осаде Гамбурга.
Изображён в генеральском мундире образца от 6 апреля 1814 года. Слева на груди звезда ордена Св. Анны 1-й степени; на шее крест ордена Св. Георгия 3-й степени; ниже под бортом мундира крест прусского ордена Пур ле мерит; справа на груди крест ордена Св. Владимира 4-й степени (изображён ошибочно, вместо него на шее должен быть показан крест этого ордена 3-й степени, которым Багратион был награждён ещё в 1812 году за отличие в бою под Городечно) и серебряная медаль «В память Отечественной войны 1812 года» на Андреевской ленте. Подпись на раме: Р. И. Багратiонъ 1й, Генералъ Маiоръ.
7 августа 1820 года Комитетом Главного Штаба по аттестации князь Багратион был включён в список «генералов, заслуживающих быть написанными в галерею» и 22 июля 1822 года император Александр I повелел написать его портрет. Гонорар за работу Доу был выплачен 24 февраля 1822 года. Поскольку Багратион в это время командовал 2-й бригадой 2-й гусарской дивизии и находился в Варшаве, то Доу во второй половине 1822 года для снятия портрета с него и других генералов, по делам службы находившихся в Польше, специально приезжал в Варшаву. Гонорар за работу Доу получил 27 ноября 1823 года и 29 декабря 1824 года. Готовый портрет был принят в Эрмитаж 7 сентября 1825 года.